# Romulus (fabuliste)
 (août 2011).
Pour les articles homonymes, voir Romulus.
Romulus est un fabuliste dont on ne sait absolument rien et qui, d'après les conjectures de quelques auteurs, vivait au XIIIe siècle. On a de lui quatre-vingts fables en prose et en un latin souvent barbare, qui sont puisées dans les fables d'Ésope et de Phèdre et dédiées au fils de l'auteur, nommé Tyberinus.
Romulus a modifié les fables de ses deux modèles, y faisant tantôt des additions, tantôt des suppressions, et en modifiant parfois la morale. Son recueil, dépourvu de toute valeur littéraire, offre un intérêt purement historique.
Il a été plusieurs fois publié, d'abord par Rimicius à la fin du XVe siècle, puis par Nilautius à Leyde en 1709, avec quelques notes intéressantes. Ils seront suivi un siècle plus tard par Schwabe, qui en a donné une très bonne édition à la suite des fables de Phèdre (Brunswick, 2 vol. in-8°, 1806 ou 1808), en y joignant une très bonne dissertation, dont il a paru un extrait dans l'édition des Poésies de Marie de France, publiée par Roquefort. Voir aussi l'ouvrage de M. Robert (Fables inédites des 12e, 13e et 14e siècles, 1825, t. 1er, p. LXXXIV).
On retrouve chez Romulus des vers brisés, des hémistiches qu'il a dérobés à Phèdre. Mais ce n'est pas toujours à des transpositions, à des intercalations de mots que se bornent les changements qu'il fait subir au texte qu'il a sous les yeux : parfois il supprime une partie de l'action ou il l'altère par quelques additions ; parfois, sans y rien changer, il en déduit une tout autre morale. Malgré son absence de mérite littéraire, le recueil de Romulus n'est point sans intérêt pour l'histoire de l'apologue, et à ce titre il a attiré l'attention de plusieurs érudits[évasif].

## Sources
- Grand Larousse Universel du XIXe siècle
- Biographie universelle ancienne et moderne, Michaud